# Ourmiavirus
Genre
Espèces de rang inférieur
- Cassava virus C
- Epirus cherry virus
- Ourmia melon virus

Ourmiavirus est un genre de virus de la famille des Botourmiaviridae. Il comprend trois espèces. Ce sont des virus à ARN à simple brin à polarité positive, rattachés au  Groupe IV  de la classification Baltimore, qui infectent les plantes (phytovirus). Les hôtes naturels de ce virus sont les Cucurbitaceae, les cerisiers et le manioc.
Le nom du genre « Ourmiavirus » dérive de celui de la ville d'Ourmia, située dans le Nord-Ouest de l'Iran, où le virus-type (Ourmia melon virus) a été isolé en 1988.

## Liste des espèces
Selon NCBI (18 décembre 2020) :
- Cassava virus C (virus C du manioc)
- Epirus cherry virus (virus du cerisier d'Épire)
- Ourmia melon virus (virus du melon d'Ourmia, espèce-type)